# Catholic Standard
Le Catholic Standard est une publication hebdomadaire du diocèse catholique de Georgetown et le seul periodique religieux de Guyana. Fondé en avril 1905  par la Compagnie de Jésus, il fut le seul journal indépendant de Guyana pendant la période turbulente du régime de l'homme fort, le président Forbes Burnham, et joua un rôle important dans la lutte des Guyanais pour la démocratie.

## Histoire

### Évolution depuis sa fondation
Le Catholic Standard fut fondé en avril 1905 par les missionnaires jésuites sous la direction de Mgr Compton Theodore Galton, vicaire apostolique de Georgetown. Resté longtemps un magazine mensuel ce n'est qu'en 1954 qu'il fut doublé d’un 'journal mensuel'. Peu après, il devint bimensuel. Depuis janvier 1962, le Catholic Standard est publié chaque vendredi et distribué le week-end, système qui est resté en place depuis lors.
Au cours de la turbulente période politique des années 1970, 1980 et du début des années 1990, le Catholic Standard joua un rôle essentiel dans la lutte des Guyanais pour la démocratie. Pendant de nombreuses années, il fut le seul journal indépendant en Guyana, les catholiques et les non-catholiques se tournant vers lui pour obtenir des informations objectives.

### Après l'indépendance (1966)
Peu après l'indépendance du pays (1966) le père jésuite Harold Wong, citoyen guyanais, succède à Terence Petry en tant que rédacteur en chef du Catholic Standard (mars 1967), à l'âge de 37 ans. En tant que rédacteur en chef il se donne pour mission de "changer le caractère et l'image du journal pour refléter une préoccupation plus militante de l'Église pour les gens [...] : «J'étais déterminé à faire en sorte que, pendant que j'étais rédacteur en chef, le Standard ne se contente pas de publier les nouvelles religieuses habituelles, mais qu'il soit conscient des questions publiques du jour en les analysant et en les commentant avec impartialité et courage».
Progressivement Wong transforma le Standard, passant d'un modeste bulletin diocésain à un journal à plus large diffusion avec un fort message pro-démocratique. En six ans, le Catholic Standard sort de sa condition de bulletin pastoral lié à un diocèse catholique et se transforme en un organe de presse très lu dans tout le pays. 
La nouvelle orientation du journal, en particulier la critique sévère du trucage des élections de 1973, conduisit Wong à un conflit tendu avec le président Forbes Burnham, le dictateur de la jeune république de Guyana qui utilise tous les moyens possibles pour empêcher sa publication. 
En 1976  Wong est contraint à la démission. Comme éditeur de l’hebdomadaire Il est remplacé par le père Andrew Morrison, autre jésuite anglo-guyanais. Celui-ci, vicaire général du diocèse de Georgetown, poursuit la même ligne indépendante tout en ouvrant son lectorat à un public plus large que le monde catholique. Le 14 juillet 1979, un collaborateur et collègue jésuite, le père Bernard Darke, est assassiné dans un attentat politique dont Morrison, était probablement la cible. Durant les années difficile de la dictature Burnham l'hebdomadaire reste un des derniers journaux indépendants à sortir régulièrement de presse. Ce qui vaut à l’éditeur Andrew Morrison la reconnaissance internationale et plusieurs prix pour leur lutte en faveur de la ‘liberté d'information et défense de la démocratie au Guyana’. 

### Fin de la dictature (1985)
En 1995 Morrison est remplacé par Colin Smith, le premier éditeur laïc. Avec le changement d’atmosphère politique (la mort du dictateur Forbes Burnham en 1985)  l’hebdomadaire revient à une orientation moins politique et davantage socioreligieuse (avec promotion de la justice et des droits de l’homme), donnant une nouvelle place à son identité ’catholique’.  Les Jésuites contribuent toujours activement à sa rédaction. 
À partir de 2012, la version numérique du Catholic Standard est éditée. En 2020, en raison des défis posés par la pandémie de Covid-19, le journal cesse d'être imprimé, devenant tout en ligne, mais continue d’être distribué par courriel aux abonnés et accessible via Issuu.